# Emeka Ezeugo
Emeka Ezeugo (Aba, 16 de dezembro de 1965) é um ex-futebolista nigeriano que atuava como defensor. Disputou a Copa do Mundo FIFA de 1994.

## Carreira
Emeka Ezeugo se profissionalizou no Bendel Insurance.

## Seleção
Emeka Ezeugo integrou a Seleção Nigeriana de Futebol na Copa do Mundo de 1994, nos Estados Unidos.